# 三色便當
《三色便當》是創作的日本漫畫。開始連載於2022年5月26日發售的《月刊COMIC CUNE》2022年7月號。已於2022年11月發售第1冊單行本，並同時發表有聲漫畫。描述已獨居10年的單身上班族鳴海聰與半年前失去母親的表妹繪里香、小梅生活在一起並透過便當加深羈絆的故事。

## 登場人物
鳴海聰（配音：石谷春貴）
已獨居10年的上班族。
繪里香（配音: 石見舞菜香）
鳴海聰表妹。在母親死後半年前往表哥鳴海聰家生活。會做便當。
小梅（配音: 長繩麻理亞）
繪里香妹妹。鳴海聰表妹。

## 出版書籍
| 冊數 | KADOKAWA       | KADOKAWA           |
| 冊數 | 發售日期       | ISBN               |
| ---- | -------------- | ------------------ |
| 1    | 2022年11月26日 | ISBN 9784046818829 |
| 2    | 2023年6月27日  | ISBN 9784046823953 |
| 3    | 2024年4月26日  | ISBN 9784046831309 |

## 外部連結
- さんしょく弁当 （页面存档备份，存于）（日語）